# Herbert Kenneth Airy Shaw
Herbert Kenneth Airy Shaw (* 7. April 1902 in The Mound, Grange Road, Woodbridge, Suffolk, England; † 19. August 1985) war ein englischer Botaniker. Sein offizielles botanisches Autorenkürzel lautet „Airy Shaw“.

## Leben
Sein Vater Herbert Alfred Shaw war „Second Master“ an der Grammar School in Woodbridge; seine Mutter hieß mit Geburtsnamen Agnes Margaret Airy; einer ihrer Vorfahren war der Astronom und Mathematiker Sir George Biddell Airy (1801–1892).
Im Herbst 1921 begann er das Studium der „classics“ (Latein und Griechisch) am Corpus Christi College in Cambridge. Im Herbst 1923 wechselte er zum Fach Naturgeschichte, wo er 1924 den Titel „B.A.“ erhielt. Im August 1925 begann er, zunächst als unbezahlter „Temporary Technical Assistant“, am Herbarium in Kew. Erst 1929 erhielt er dort einen bezahlten Posten.
Er spezialisierte sich auf die Flora des tropischen Asiens und die Wolfsmilchgewächse (Euphorbiaceae).

## Ehrungen
Die Gattung Airyantha aus der Familie der Hülsenfrüchtler (Fabaceae) ist nach ihm benannt. Ebenso sind die Pflanzengattungen Aerisilvaea Radcl.-Sm. 1990 aus der Familie der Phyllanthaceae (engl. shaw bedeutet Baumgruppe, lat. silva) und Scagea McPherson 1985 (angelsächsisch scaga bedeutet Wald) aus der Familie der Picrodendraceae (früher bei den Wolfsmilchgewächsen (Euphorbiaceae)) ihm zu Ehren gewählt worden.

## Werke
- The Euphorbiaceae of New Guinea. 1980.